# Chip Reese
Chip Reese, pseudonimo di David Edward Reese (Centerville, 28 marzo 1951 – Las Vegas, 4 dicembre 2007), è stato un giocatore di poker statunitense.
È considerato uno dei più grandi giocatori di sempre, in particolare nel cash game. Dal 1991 è stato inserito nel Poker Hall of Fame.

## Biografia
Nato nelle vicinanze di Dayton (Ohio), Reese era in grado di giocare a poker già all'età di 6 anni, grazie agli insegnamenti della madre. Durante gli anni del college giocò proficuamente a football, vincendo il titolo di campione dell'Ohio. In quegli stessi anni sconfiggeva abitualmente colleghi e professori ai tavoli di poker, bridge e gin rummy.
Dopo il college fu ammesso al corso di Giurisprudenza della Stanford University. Preferì però trasferirsi a Las Vegas, riuscendo subito a distinguersi vincendo nel cash game $66.000 nel Seven Card Stud, partendo con $400 iniziali.
La sua preferenza è sempre rimasta orientata sul cash game, in particolare per i tavoli privati "high stakes", preferendo puntare sul maggior potenziale remunerativo di tale modalità rispetto a quella "torneo". Reese era solito giocare nella sala privata "Bobby's Room" del Bellagio, spesso in compagnia di Doyle Brunson, sedendosi al tavolo con un buy-in di $100.000. «Posso puntare 100.000$ e non provare alcuna sensazione. Se pensi al significato dei soldi, sei finito» dichiarò in un'intervista alla rivista People nel 2003.
Reese riuscì a vincere regolarmente grosse somme anche con il backgammon, gli scacchi e le scommesse sportive. Come molti giocatori d'azzardo, Reese era incline a scommettere su una moltitudine di eventi. Si racconta che quando Doyle Brunson decise di perdere peso, i due scommisero $50.000 a testa su chi avrebbe perso peso più rapidamente: Reese perse 6 chili in breve tempo.
Le sue ingenti vincite gli permisero di acquistare, tra l'altro, una villa di 1.207 metri quadri a Las Vegas, un condominio con vista sull'Oceano Pacifico a Santa Monica e una distesa di terra attorno a un lago in Montana.
Nonostante la preferenza per il cash game, Reese ha vinto 3 braccialetti ed ha centrato 21 piazzamenti a premi WSOP. Ha conquistato il successo più prestigioso alle WSOP 2006, avendo vinto il "$50.000 H.O.R.S.E. World Championship" con un guadagno di $1.784.640.
Nei tornei live (non considerando quindi il cash game) ha vinto complessivamente $3.986.080, di cui $2.230.079 alle WSOP (tra l'edizione 1978 e quella 2007).
Chip Reese è morto il 4 dicembre 2007 nella sua casa di Las Vegas, in seguito agli effetti di una polmonite.

## Braccialetti delle WSOP
| Anno | Torneo                                | Premio (US$) |
| ---- | ------------------------------------- | ------------ |
| 1978 | $1.000 Seven Card Stud Split          | $19.200      |
| 1982 | $5.000 Limit Seven Card Stud          | $92.500      |
| 2006 | $50.000 H.O.R.S.E. World Championship | $1.784.640   |